# Zhang Huoding
Zhāng Huódīng (chino simplificado; 張火丁) (Baichen, Jilin, 1971) es una de las cantantes más famosas de ópera pekinesa. Estudió en la Escuela de Ópera Pekinesa
Desde 1986 estudió en la tradición Qingyi en la Escuela de Ópera Pekinesa de Chen. La ópera era su gran interés desde niña. Empezó a estudiarla a los quince años, y fue a Pekín para buscar trabajo. Su primer profesor fue Wang Lanxiang.
En 1993 Huoding fue alumna de Zhao Rongshen, quien asumió el cargo de la Escuela de Ópera  Pekinesa de Chen, y además fue el último estudiante del Maestro Chen. La escuela enseñaba según el antiguo método de ver y escuchar al maestro y seguir y aprender directamente y con el corazón las piezas del maestro, como Lágrimas en el Páramo, La bolsa que podía capturar unicornios, Wenji retorna a Hàn, Ardoroso caballo con crines rojos y Un sueño durante la primavera del año bisiesto. Además emplea un sistema de utilizar el registro de la voz, tanto como presencia en la escena.